# Somatina ossicolor
Somatina ossicolor är en fjärilsart som beskrevs av W. Warren 1898. Somatina ossicolor ingår i släktet Somatina och familjen mätare. Inga underarter finns listade i Catalogue of Life.